# Gagel (plaats)
Gagel is een plaats en voormalige gemeente in de Duitse deelstaat Saksen-Anhalt, en maakt deel uit van de Landkreis Stendal.
Gagel telt 125 inwoners.